# Arnold Viiding
Arnold Viiding (ur. 19 marca 1911 w Valdze, zm. 19 października 2006 w Sydney) – estoński lekkoatleta i funkcjonariusz policji w okresie przedwojennym, komendant szkoły Sipo podczas II wojny światowej

## Kariera
W 1932 ukończył szkołę policyjną, po czym służył w policji w Tallinnie. Jednocześnie uprawiał lekkoatletykę, specjalizując się w pchnięciu kulą i rzucie dyskiem. W 1934 r. został pierwszym w historii złotym medalistą mistrzostw Europy w pchnięciu kulą. W 1933 i 1935 r. stawał w sumie trzy razy na podium akademickich mistrzostw świata. Rekord życiowy w pchnięciu kulą: 16,065 m (1936). W 1936 r. wziął udział w igrzyskach olimpijskich w Berlinie, uzyskując 8. miejsce. W 1940 r. ukończył prawoznawstwo na uniwersytecie w Tartu. Po zajęciu Estonii przez Armię Czerwoną w poł. czerwca tego roku, a następnie przez wojska niemieckie pod koniec czerwca 1941 r., wstąpił do niemieckiego Sipo. Otrzymał stopień Waffen-Obersturmführera der SS. Następnie objął funkcję komendanta szkoły Sipo podległej dowództwu SD w okupowanej Estonii. Kiedy Armia Czerwona wkroczyła do Estonii w poł. 1944 r., ewakuował się do Niemiec. Po zakończeniu wojny wyemigrował w 1949 r. do Australii.

## Osiągnięcia
| Rok  | Impreza                        | Miejsce   | Konkurencja    | Pozycja    | Wynik |
| ---- | ------------------------------ | --------- | -------------- | ---------- | ----- |
| 1933 | Akademickie mistrzostwa świata | Turyn     | pchnięcie kulą | 2. miejsce | 15,09 |
| 1933 | Akademickie mistrzostwa świata | Turyn     | rzut dyskiem   | 2. miejsce | 45,40 |
| 1934 | Mistrzostwa Europy             | Turyn     | pchnięcie kulą | 1. miejsce | 15,19 |
| 1934 | Mistrzostwa Europy             | Turyn     | rzut dyskiem   | 5. miejsce | 45,51 |
| 1935 | Akademickie mistrzostwa świata | Budapeszt | pchnięcie kulą | 1. miejsce | 15,17 |
| 1936 | Igrzyska olimpijskie           | Berlin    | pchniecie kulą | 8. miejsce | 15,23 |